# Морьяк (кантон)
Морья́к (фр. Mauriac) — кантон во Франции, находится в регионе Овернь, департамент Канталь. Входит в состав округа Морьяк.
Код INSEE кантона — 1509. Всего в кантон Морьяк входят 11 коммун, из них главной коммуной является Морьяк.

## Коммуны кантона
| Коммуна    | Население, чел. (1999) | Почтовый индекс | Код INSEE |
| ---------- | ---------------------- | --------------- | --------- |
| Арш        | 173                    | 15200           | 15010     |
| Дрюжак     | 367                    | 15140           | 15063     |
| Жалейрак   | 374                    | 15200           | 15079     |
| Ле-Вижан   | 879                    | 15200           | 15261     |
| Меалле     | 173                    | 15200           | 15123     |
| Морьяк     | 4 019                  | 15200           | 15120     |
| Муссаж     | 293                    | 15380           | 15137     |
| Озер       | 236                    | 15240           | 15015     |
| Сален      | 153                    | 15200           | 15220     |
| Сурньяк    | 178                    | 15200           | 15230     |
| Шальвиньяк | 497                    | 15200           | 15036     |

## Население
Население кантона на 1999 год составляло 7 342 человека.
| 1962  | 1968  | 1975  | 1982  | 1990  | 1999  | 2006 | 2007 |
| ----- | ----- | ----- | ----- | ----- | ----- | ---- | ---- |
| 7 825 | 8 578 | 8 088 | 8 048 | 7 700 | 7 342 | —    | —    |